# Alfons Vladimír Mensdorff-Pouilly
Alfons Vladimír Mensdorff-Pouilly (16. srpna 1864 Boskovice – 20. června 1935 Brno) byl český šlechtic z rodu Mensdorff-Pouilly a politik, za Rakouska-Uherska na počátku 20. století poslanec Říšské rady.

## Biografie
Jeho otcem byl šlechtic a politik Alfons Friedrich Mensdorff-Pouilly (1810–1894). Alfons Vladimír měl titul komořího a poručíka. Patřilo mu panství Boskovice a Hradisko na Moravě. Byl aktivní veřejně i politicky. Působil jako starosta města Boskovice. Zasloužil se o zřízení boskovického gymnázia. Byl čestným rytířem Maltézského řádu.
Od zemských voleb v roce 1895 zasedal na Českém zemském sněmu, kam byl zvolen za kurii velkostatkářskou (svěřenecké velkostatky). Byl členem Strany konzervativního velkostatku. V zemských volbách v roce 1901 zvolen nebyl, ale do zemského sněmu usedl po doplňovací volbě roku 1903. Uvádí se jako velkostatkář v Preitenšteině. Opětovně byl zvolen i v zemských volbách v roce 1908.
Na počátku století se zapojil i do celostátní politiky. Ve volbách do Říšské rady roku 1901 získal mandát za velkostatkářskou kurii v Čechách (svěřenecké velkostatky). Profesně se k roku 1901 uvádí jako velkostatkář.

## Rodina
Ve Vídni se 2. září 1890 oženil s hraběnkou Idou Paarovou (1. 3. 1867 Vídeň – 9. 8. 1945 Nečtiny). Měli spolu sedm potomků:
- 1. Alfons Karel (20. 8. 1891 Boskovice – 7. 10. 1973 Boskovice)
  - ⚭ (1923) hraběnka Marie Karolína Strachwitz von Gross-Zauche und Camminetz (12. 7. 1901 Zdounky – 5. 12. 1971 Boskovice)
- 2. Gabriela Viktorie (12. 2. 1893 Vídeň – 4. 4. 1972 Vídeň)
  - ⚭ (1910) Antonín Zikmund Khevenhüller-Metsch (26. 7. 1873 Vídeň – 8. 11. 1945 Salcburk)
- 3. Karel Bedřich (28. 3. 1894 Vídeň – 2. 11. 1981)
  - ⚭ (1943) Marie Imakuláta Thurn-Taxis (11. 4. 1906 – 16. 12. 1980)
- 4. Leopoldina (6. 9. 1895 Boskovice – 30. 3. 1980 Vídeň)
  - ⚭ (1920) Hugo Mikuláš ze Salm-Reifferscheidt-Raitzu (14. 10. 1893 Blansko – 2. 3. 1946 Rájec)
- 5. František Josef (13. 3. 1897 Boskovice – 31. 1. 1991 Horn, Dolní Rakousy)
  - ⚭ (1927) Terezie Sternbergová (6. 1. 1902 Vídeň – 16. 2. 1985)
- 6. Eduard Maria (25. 3. 1900 Boskovice – 11. 4. 1966 Röhrenbach)
  - ⚭ (1922) Giselda von Collalto und San Salvatore (21. 9. 1902 – 27. 11. 1983 Horn)
- 7. Sophia (20. 5. 1904 Boskovice – 23. 3. 1998 Vídeň)